# Streptocarpus vandeleurii
Streptocarpus vandeleurii är en tvåhjärtbladig växtart som beskrevs av E.G. Baker och Spencer Le Marchant Moore. Streptocarpus vandeleurii ingår i släktet Streptocarpus och familjen Gesneriaceae. Inga underarter finns listade i Catalogue of Life.